# Canottaggio ai Giochi della XV Olimpiade - Singolo maschile
La competizione del singolo maschile dei Giochi della XV Olimpiade si è svolta dal 20 al 23 luglio 1952 al bacino di Meilahti, Helsinki.

## Programma
| Data           | Round            | Note                                                   |
| -------------- | ---------------- | ------------------------------------------------------ |
| 20 luglio 1952 | Batterie         | I primi 2 alle semifinali. I restanti ai recuperi.     |
| 21 luglio 1952 | Recuperi         | I vincitori al secondo recupero.                       |
| 21 luglio 1952 | Semifinali       | I vincitori in finale. I restanti al secondo recupero. |
| 22 luglio 1952 | Secondo recupero | I vincitori in finale.                                 |
| 23 luglio 1952 | Finale           |                                                        |

## Risultati

### Batterie
| Pos. | Atleta             | Nazione       | Tempo  |
| ---- | ------------------ | ------------- | ------ |
| 1    | Thomas Anthony Fox | Gran Bretagna | 7'45"1 |
| 2    | Ian Stephen        | Sudafrica     | 7'47"7 |
| 3    | Sevi Holmsten      | Finlandia     | 7'52"1 |
| 4    | Juan Omedes        | Spagna        | 8'03"1 |
| 5    | Carlos Adueza      | Cile          | 8'22"3 |

| Pos. | Atleta           | Nazione        | Tempo  |
| ---- | ---------------- | -------------- | ------ |
| 1    | Mervyn Wood      | Australia      | 7'44"1 |
| 2    | Paul Meyer       | Svizzera       | 7'44"5 |
| 3    | Günther Schütt   | Saar           | 7'58"4 |
| 4    | František Reich  | Cecoslovacchia | 7'59"0 |
| 5    | Henri Steenacker | Belgio         | 8'04"0 |

| Pos. | Atleta          | Nazione     | Tempo  |
| ---- | --------------- | ----------- | ------ |
| 1    | Jack Kelly      | Stati Uniti | 7'58"4 |
| 2    | Teodor Kocerka  | Polonia     | 7'59"5 |
| 3    | Ugo Pifferi     | Italia      | 8'09"0 |
| 4    | Hussein El-Alfy | Egitto      | 8'33"5 |

| Pos. | Atleta             | Nazione          | Tempo  |
| ---- | ------------------ | ---------------- | ------ |
| 1    | Jurij Tjukalov     | Unione Sovietica | 7'47"9 |
| 2    | Eduardo Risso      | Uruguay          | 7'52"0 |
| 3    | Henri Butel        | Francia          | 8'00"4 |
| 4    | Robbert van Mesdag | Paesi Bassi      | 8'02"0 |

### Recuperi
| Pos. | Atleta             | Nazione     | Tempo  |
| ---- | ------------------ | ----------- | ------ |
| 1    | Robbert van Mesdag | Paesi Bassi | 7'35"6 |
| 2    | Sevi Holmsten      | Finlandia   | 7'37"2 |
| 3    | Hussein El-Alfy    | Egitto      | 8'07"1 |

| Pos. | Atleta         | Nazione | Tempo  |
| ---- | -------------- | ------- | ------ |
| 1    | Günther Schütt | Saar    | 7'38"4 |
| 2    | Henri Butel    | Francia | 7'41"2 |
| 3    | Juan Omedes    | Spagna  | 7'45"1 |

| Pos. | Atleta          | Nazione        | Tempo  |
| ---- | --------------- | -------------- | ------ |
| 1    | František Reich | Cecoslovacchia | 7'39"0 |
| 2    | Ugo Pifferi     | Italia         | 7'47"5 |

| Pos. | Atleta           | Nazione | Tempo  |
| ---- | ---------------- | ------- | ------ |
| 1    | Henri Steenacker | Belgio  | 7'43"8 |
| 2    | Carlos Adueza    | Cile    | 8'08"9 |

### Semifinali
| Pos. | Atleta             | Nazione       | Tempo  |
| ---- | ------------------ | ------------- | ------ |
| 1    | Thomas Anthony Fox | Gran Bretagna | 7'54"4 |
| 2    | Mervyn Wood        | Australia     | 8'02"5 |
| 3    | Eduardo Risso      | Uruguay       | 8'05"9 |
| 4    | Teodor Kocerka     | Polonia       | 9'10"6 |

| Pos. | Atleta         | Nazione          | Tempo  |
| ---- | -------------- | ---------------- | ------ |
| 1    | Jurij Tjukalov | Unione Sovietica | 7'52"6 |
| 2    | Jack Kelly     | Stati Uniti      | 7'57"3 |
| 3    | Ian Stephen    | Sudafrica        | 8'02"3 |
| 4    | Paul Meyer     | Svizzera         | 8'07"1 |

### Secondo recupero
| Pos. | Atleta             | Nazione     | Tempo  |
| ---- | ------------------ | ----------- | ------ |
| 1    | Mervyn Wood        | Australia   | 7'45"5 |
| 2    | Paul Meyer         | Svizzera    | 7'48"3 |
| 3    | Robbert van Mesdag | Paesi Bassi | 7'57"2 |
| 4    | Henri Steenacker   | Belgio      | 7'59"5 |

| Pos. | Atleta          | Nazione        | Tempo  |
| ---- | --------------- | -------------- | ------ |
| 1    | Teodor Kocerka  | Polonia        | 7'41"8 |
| 2    | Jack Kelly      | Stati Uniti    | 7'42"0 |
| 3    | František Reich | Cecoslovacchia | 7'55"0 |

| Pos. | Atleta         | Nazione   | Tempo  |
| ---- | -------------- | --------- | ------ |
| 1    | Ian Stephen    | Sudafrica | 7'38"6 |
| 2    | Günther Schütt | Saar      | 7'42"9 |
| 3    | Eduardo Risso  | Uruguay   | 7'50"5 |

### Finale
| Pos.    | Atleta             | Nazione          | Tempo  |
| ------- | ------------------ | ---------------- | ------ |
| Oro     | Jurij Tjukalov     | Unione Sovietica | 8'12"8 |
| Argento | Mervyn Wood        | Australia        | 8'14"5 |
| Bronzo  | Teodor Kocerka     | Polonia          | 8'19"4 |
| 4       | Thomas Anthony Fox | Gran Bretagna    | 8'22"5 |
| 5       | Ian Stephen        | Sudafrica        | 8'31"4 |